# 一盃口
一盃口（イーペーコー）とは、麻雀における役の一つ。「223344」など、同種同数の順子が2組ある場合に成立する1翻役で、鳴いてはいけない門前役である。略してイーペーとも。一色二順（イッショクリャンジュン）、一色同順（イッショクドウジュン）という別名もあり、かつては中国麻雀式に一般高とも表記した。一盃口が二つあるものは、二盃口である。

## 概要
門前役であるため、副露した場合は認められない。そのため、手の内に一盃口が完成していても、他の面子部分を晒して門前を崩していれば、一盃口は消滅してしまう。とはいえ、作り易い役であるため頻繁に成立し、平和や断么九との複合が多く見られる。なお、独立した2組の一盃口があると二盃口という3翻役になる。また、一盃口を構成する2面子とまったく同一の順子がもう1つ完成したとしても、一盃口を2回カウントすることはできない（下の牌姿例の6番目も参照のこと）。また、七対子とも複合しない（#一盃口にならない例の節も参照のこと）。
実戦ではといった形を重宝するため、ここにを引けばとなって待ちの高目一盃口に、を引けばとなって待ちの高目一盃口の形になる。

## 牌姿の例
（例）一盃口が確定しているケース
嵌待ち。他にも辺張で一盃口確定のケースもある。
（例）高目で一盃口になるケース
待ちはで、なら一盃口がつく。の場合は平和のみである。当然ながらを切って一盃口を狙う場合は振聴となり、ツモ和了しかできなくなる。
（例）どちらであがっても一盃口になるケース
待ちは。これも平和で一盃口の完成を待つ例だが、この形ではどちらが出ても一盃口になる。
（例）出来合いのケース
一盃口が確定しているので、かどちらであがっても一盃口になる。
（例）多門双碰（シャンポン）の一部になるケース
待ちはの三門双碰。
待ちはの四門双碰。
一盃口に特有の現象として、複数通りの双碰待ちが同時に成立することがある。一盃口に対子が連なって同種の数牌4つか5つの連続したペアがあれば、どこを一盃口と見なすかによって対子と見なせる牌が異なるためである。詳細は聴牌#待ちの種類を参照。
（例）一盃口を構成する2面子と同一の順子がもう1つできているケース（一盃口にはとらないケース）
  ロン
待ちは。萬子部分を + と解釈するなら、この手はタンピン一盃口で30符3飜、子3900点である（一盃口をもう1つ余分にカウントすることはできない）。しかし萬子部分を +  + と解釈すれば、この手はタンヤオ三暗刻で50符3飜、子6400点になる。高点法により、この手は一盃口には取らず、三暗刻にとる。
なお、古いローカルルールでは、この形を一色三順という別の役とすることがあった。また、連続する3刻子を三連刻とするローカルルールもある。これらローカルルールを採用していれば、この形は一色三順にも三暗刻三連刻にも取れる牌姿である。

## 一盃口にならない例
一盃口狙いから七対子に移行することも少なくないが、和了形が七対子形式と解釈せざるをえない場合には一盃口は数えられない。この例では高目一盃口になるケースと紛らわしいが、和了牌は一萬だけであり、仮に四萬を切って122334の出来面子を崩す形になったとしても振聴にはならない（スジ引っかけになる）。

## 一盃口の名称について
一盃口は戦前のアルシーアル麻雀では採用されていない役であり、これが採用されるようになったのは戦後の関西からである。中国麻雀におけるこの役の漢字表記は「一般高」であるが、日本国内でこの役が伝わるときには「いっぱんこう」や「いっぺいこう」などと呼ばれており正しい漢字表記が分からなかったといわれる。一盃口の表記を考案したのは報知ルールの提唱者として知られる天野大三であり、「いっぺいこう」が「一杯行こう」に聞こえたことから「盃」と「口」の組み合わせで「一盃口」と当て字し、自著で用いたことでこの表記が普及している。